# Воскрешение Лазаря (Караваджо)
Воскрешение Лазаря, (ок. 1609 г.), картина итальянского художника Караваджо (1571–1610), находится в Региональном музее в Мессине
В августе 1608 года Караваджо бежал с Мальты, где он был заключен в тюрьму за неизвестное преступление, и укрылся на Сицилии вместе со своим другом, художником Марио Миннити. Благодаря помощи Миннити он добился получения ряда важных заказов, одним из которых был заказ картины "Воскрешение Лазаря" для церкви Падри-Крочифери в Мессине. Картина была подарена данной церкви 10 июня 1609 года богатым генуэзским купцом Джованни Баттиста де Лаццари. Гонорар составлял тысячу скудо - сумму, превосходящую другие гонорары Караваджо более чем в два раза.
Лазарь, брат Марфы и Марии, был святым-покровителем Джованни Баттиста де Лаццари, от которого Караваджо получил контракт. В Евангелии от Иоанна рассказывается, как он заболел, умер, был похоронен, а затем чудесным образом был воскрешен Христом. Как и на нескольких картинах этого периода карьеры Караваджо, сцена размещена на фоне белых стен, которые перекрывают фриз с изображениями актеров-людей. Взаимодействие рельефа фигур вкупе с переданными усилиями и эмоциями, а также пустым пространством верхней части картины сильно отличаются от тесно сфокусированных индивидуализированных драм раннего и среднего периодов его творчества. Как это обычно бывает с Караваджо, свет становится важным элементом драмы, выделяя важные детали, такие как руки Лазаря - одна расслабленная и открытая, другая тянется ко Христу - и изумленные лица зрителей.
История о том, что Караваджо имел в распоряжении только что захороненное тело, которое было эксгумировано для этой картины, «вероятно, выдумана, но не выходит за границы возможного» (Джон Гэш, см. Ниже). Говорят, что некоторые из фигур созданы по образцу членов общины, но Караваджо также полагался на свою память: весь дизайн основан на гравюре Джулио Романо, а его Иисус - перевернутое изображение Христа, который призвал Матфея присоединиться его в «Призвании апостола Матфея» . Картина находится в плохом состоянии и сильно реставрирована, и возможно, что некоторые отрывки сделаны помощниками.
По словам Франческо Сусинно, Караваджо создал первую версию, которую он уничтожил бритвой после резкой критики. Впоследствии он закончил в рекордно короткие сроки настоящую версию, но, вероятно, этот рассказ вымышлен.

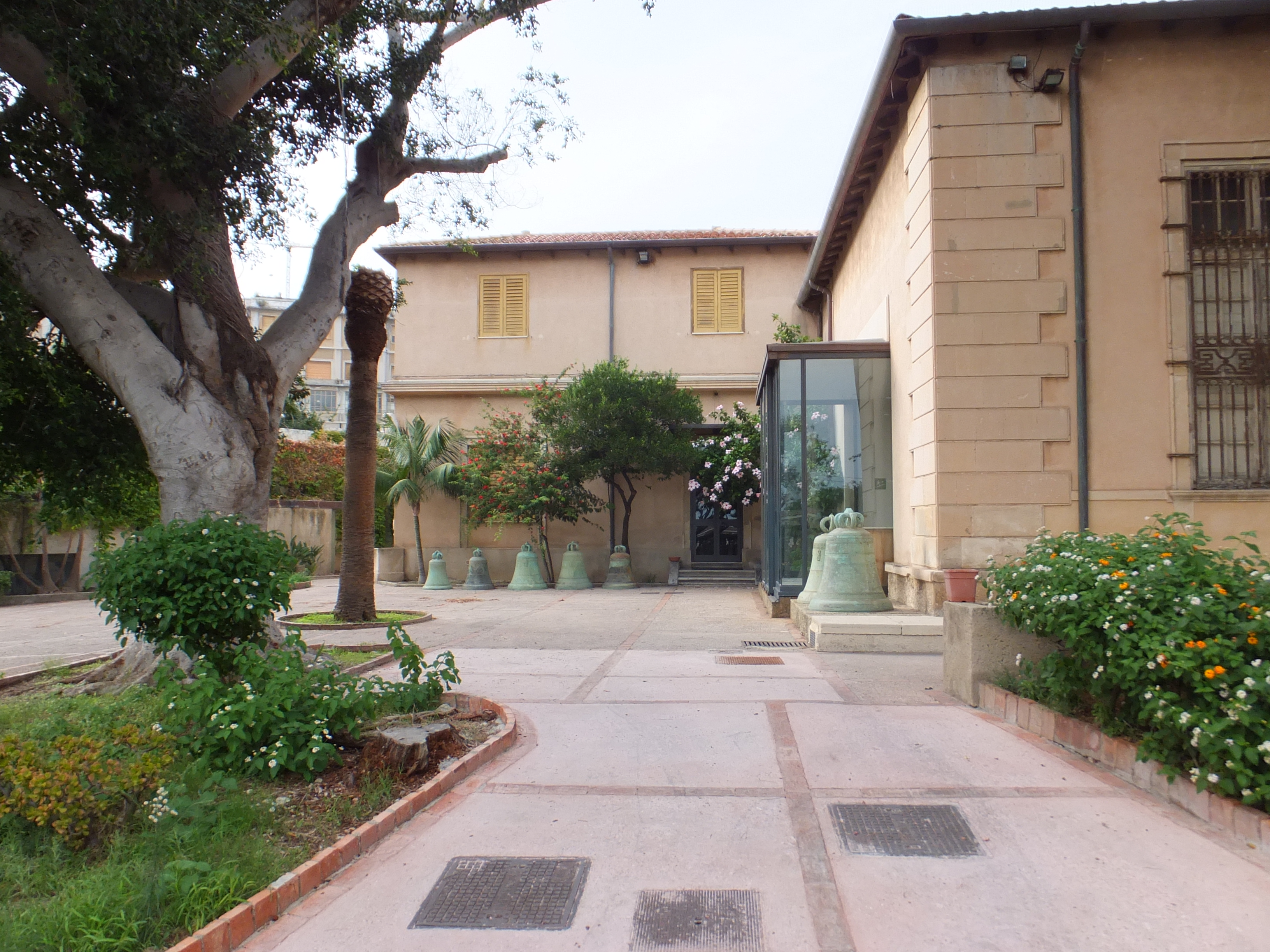
Региональный музей Мессины, Сицилия

## Внешние ссылки
- Статья Washington Post